# Violette d'Argentera
Viola argenteria
Espèce
Classification phylogénétique
La Violette d'Argentera, ou Violette à feuilles de nummulaire (Viola argenteria),  est une espèce de plantes à fleurs de la famille des Violaceae.
Synonymie :
- Viola nummulariifolia Vill.
- Viola nummularia G. G.

## Description
C'est une plante herbacée.

## Distribution
Endémique des Alpes maritimes et de la Corse ; nord-ouest de l'Italie.

## Habitat
Rocailles siliceuses humides, au-dessus de 1 800 m dans le Mercantour, du mont Ténibre au mont Bégo.